# Cephalocarida
Los cefalocáridos (Cephalocarida) son una clase de crustáceos que contiene solo 10 especies bentónicas, agrupadas en el orden Brachypoda.
Fue descubierta en 1955. No existe registro fósil del grupo, aunque algunos especialistas sugieren un parecido con los crustáceos primitivos.

## Descripción y anatomía
La anatomía de los cefalocáridos es simple, comparada con la de otros crustáceos. Su tamaño es muy pequeño, entre 2 y 4 mm; el cuerpo es largo, comprimido en la zona cefálica, sin ojos, con un tórax dividido en ocho segmentos con apéndices birrámeos, sin maxilípedos, y un abdomen con once segmentos, en el último de los cuales se articula el telson, pero no otros apéndices. El segundo par de maxilas guarda semejanza con los apéndices torácicos. Los ojos están incluidos en el exoesqueleto, lo cual dificulta su apreciación.

## Ecología
Los cefalocáridos son todos marinos y bentónicos; habitan desde la zona intermareal, hasta una profundidad de 1.500 m, en todo tipo de sedimentos. Se alimentan de detritos marinos, para cuya captación generan corrientes con los apéndices torácicos, como los branquiópodos.

## Filogenia
Los Remipedia, Cephalocarida y Branchiopoda forman parte de un clado denominado Allotriocarida. Los alotriocáridos se han propuesto como el clado hermano de los Hexapoda.